# Parasymbellia decorata
Parasymbellia decorata är en insektsart som beskrevs av Marius Descamps och Wintrebert 1965. Parasymbellia decorata ingår i släktet Parasymbellia och familjen Euschmidtiidae. Inga underarter finns listade i Catalogue of Life.